# Дворац Кадриорг
Дворац Кадриорг (ест. Kadrioru loss) је барокна петровска палата коју је за Катарину I Алексејевну (Руску) саградио Петар Велики у Талину, Естонија. И естонско и немачко име за палату значи "Катаринина долина". Саграђена је након Великог северног рата по нацртима Николе Мицетија од стране Гаетана Чиаверија и Михаила Земцова. Тренутно се у палати налази Музеј уметности Кадриорг, огранак Естонског музеја уметности, који приказује инострану уметност од 16. до 20. века. Део Естонског музеја уметности, који приказује естонску уметност од 18. века надаље, налази се у близини парка.

## Изградња
Након успешне опсаде Талина током последње фазе Великог северног рата 1710. године, цар Петар Велики из Русије купио је малу властелинску кућу холандског стила у Ласнамаеу за своју супругу Катарину. Данашња зграда резултат је драстичне обнове коју је наредио Николај I Павлович (Руски) 1827. године.
Међутим, убрзо су се развили планови за већу палату у том подручју и изградња нове палате Кадриорг започета је 25. јула 1718. године.
По легенди, при изградњи зграде Петар I лично ставио три цигле у зиду. Касније, када је спољна површина зидова почела да се прекрива гипсом, градитељи су оставили "краљевске" цигле нетакнуте. Ове три цигле у кутном пиластру северног крила палате остају нетакнуте до данас.
Петар и Катарина обишли су недовршену резиденцију у више наврата, али након цареве смрти 1725. Катарина није показивала интересовање за ово приморско имање. Велика дворана с Катарининим иницијалима и богатим штуко декором (приписан Хајнриху фон Бергену) постоји, док су многи други елементи у унутрашњости измењени.
Вртлар Илиа Сурмин био је одговоран за цветну башту са две фонтане и такозвану башту мираж на неколико нивоа. Распоред парка је сличан са парком у Стрелни (Русија).

## Обнављање
После смрти Петра Великог, руска краљевска породица поклањала је мало пажње палати. Спорадично су је посећивале царице Јелисавета и Катарина Велика. Од 1828 -1830. године извршени су обимни рестаураторски радови палате и терена. Између 1741. и 1917. године, у палати је био смештен и цивилни гувернер Естоније.
После проглашења независности Естоније 1919. године, дворац је постао државна својина. Једно време је у једном од крила био смештен атеље вајара Аугуста Вајзенберга, док је палата коришћена за уметничке изложбе. Између 1921. и 1928. у палати је смештено оно што се на крају развило у Естонски музеј уметности (види доле), али у вези са државном посетом шведског краља Густафа V, палата је претворена у летњу резиденцију за шефа државе. Палата је 1934. године постала званична резиденција првог председника Естоније Константина Патса који је започео обимне и контраверзне рестаураторске радове са циљем да се парк и палата претвори у његово приватно власништво. Из ове ере, вредно је поменути библиотеку у сложеном, такозваном Данциг барокном стилу, коју је архитект Олев Синма завршио 1939. године. Наменски изграђену председничку палату на терену (1938) дизајнирао је Алар Котли.
Палата је постала главно место Музеја уметности Естоније 1921. године. Музеј је био смештен на привременим локацијама од 1929. године, док је палата била претворена у резиденцију естонског председника. Током немачке окупације Естоније током Другог светског рата, палата је била резиденција цивилног гувернера окупиране Естоније, Карла-Сигмунда Лицмана. Након 1944. године, за време совјетске окупације Естоније, палата је још једном служила као главно место музеја уметности Естоније, иако су зграде биле занемарене и до тренутка обнове независности Естоније 1991. потпуно су урушене. Радови на рестаурацији, које је подржала влада Шведске, почели су 1991. године, а палата је поново отворена 2000. године. Такође је одлучено да се у близини сагради зграда музеја посвећеног естонској уметности. Од 1993. до 2005. године део збирке могао се видети у Естонском витешком дому у центру града Талина.
Обновљена палата поново је отворена у лето 2000. године, али више не служи као главна зграда музеја, већ као део, који приказује музејску збирку стране уметности. У овом уметничком музеју налазе се слике Бартоломеја ван дер Хелста, Гилиса ван Валкенборха ("Спаљивање Троје"), Јакоба Јорданса ("Света породица"), Ламбера де Хонта Старијег, Адриана Корнелиза Белдемакера ("Ловац на коњу"), Марије Доротеје Вагнер, Јулије Вилхелмине Хаген-Шварз, Бернарда Строција, Пиетра Либерија, Антона Графа, Ангелике Кауфман, Франческа Фонтебасоа, Корнелиса Шута, Микаила Клота  и Иље Рјепина ("Војничка прича").

## Галерија
- Дворац Кадриорг 2012
- Председничка палата Кадриорг
- Дворац Кадриорг 2012
- Фонтана код дворца Кадриорг
- Дворац Кадриорг